# Томаш Мотика
Томаш Марек Мотика  (пол. Tomasz Marek Motyka, 8 травня 1981) — польський фехтувальник, олімпійський медаліст.

## Виступи на Олімпіадах
| Олімпіада  | Дисципліна      | Місце |
| ---------- | --------------- | ----- |
| Пекін 2008 | шпага, особисті | 25    |
| Пекін 2008 | шпага, командні | 2     |